# Juin 1830

## Événements
.

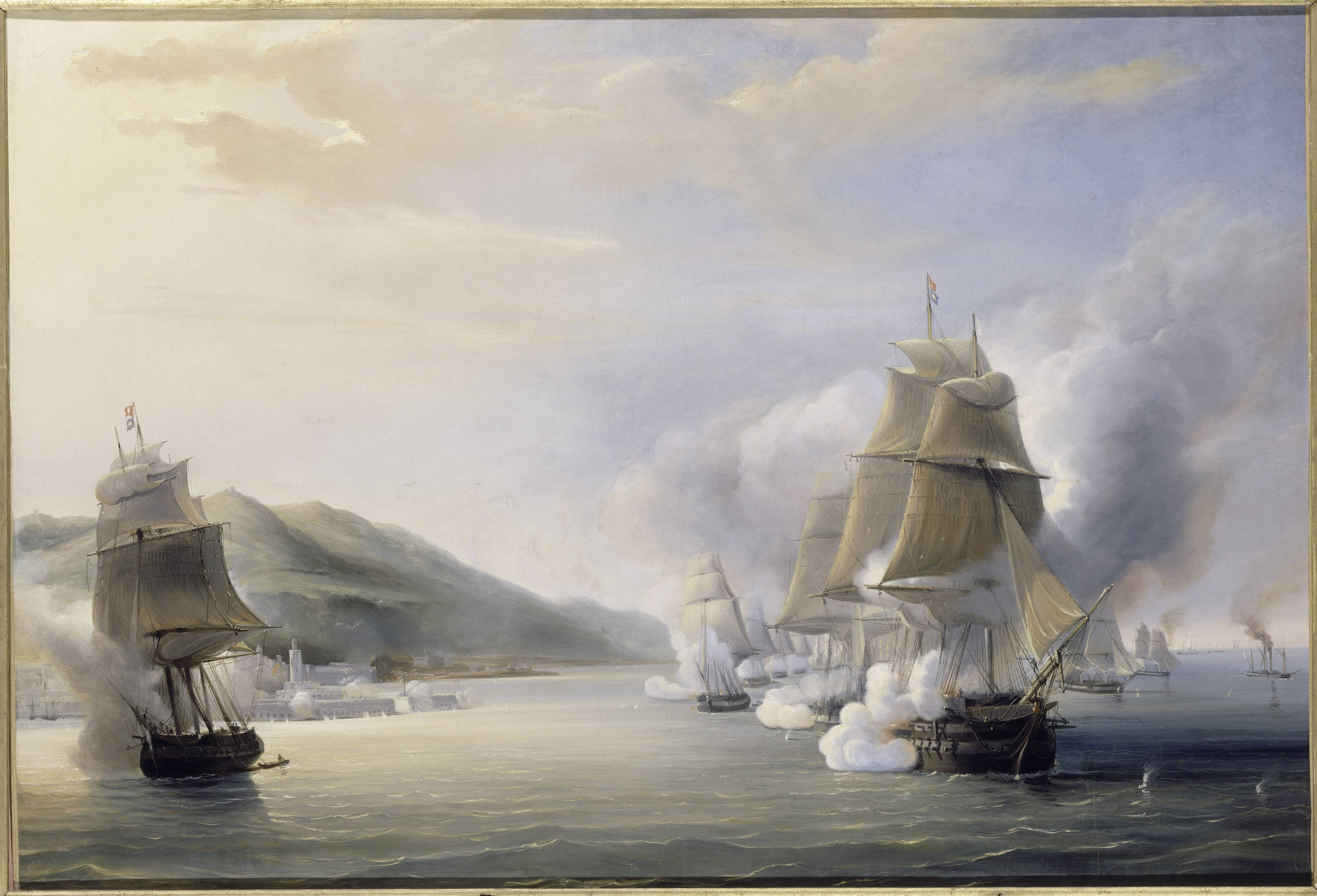
13 juin : bombardement d'Alger par la flotte de l'amiral Dupperé

- Juin - juillet, France : élections législatives, l'opposition libérale devient majoritaire.

- 4 juin : assassinat à Berruecos du nouveau président de la République de Colombie, le général Antonio José de Sucre. Joaquín Mosquera est élu.

- 5 juin, France : l'éditeur Gosselin impose à Victor Hugo un nouveau contrat, draconien, pour Notre-Dame de Paris.

- 7 juin, France : parution de Adieu, nouvelle d'Honoré de Balzac.

- 14 juin : début de l'expédition d'Alger.Trente-huit mille hommes, conduits par le général de Bourmont, ministre de la guerre, débarquent à Sidi-Ferruch, 25 km à l'ouest d'Alger.

- 15 juin, France : Guizot part pour Nîmes.

- 23 juin, France :
  - victoire de l'opposition aux élections;
  - Benjamin Constant est réélu à Strasbourg. Malade, il s'installe à la campagne.

- 26 juin : début du règne de Guillaume IV du Royaume-Uni (William IV) (fin en 1837).

- 28 juin, France : le tronçon de seize kilomètres de la ligne de chemin de fer Givors-Grand-Croix est ouvert au public.

## Naissances
- 5 juin : Carmine Crocco, brigand italien († 18 juin 1905).
- 13 juin : Kaspar Schwarze (mort en 1911), religieux catholique allemand
- 14 juin : Alfred Enneper (mort en 1885), mathématicien allemand.
- 15 juin : Eugène Viollat (mort en 1901) peintre français.

## Décès
- 26 juin : George IV (° 12 août 1762), roi du Royaume-Uni (1820-1830).